# Бугенвиль (остров)
Бугенви́ль (англ. и фр. Bougainville, ток-писин Bogenvil) — остров в Тихом океане, крупнейший в группе Соломоновых островов. Крупнейший остров Автономного региона Бугенвиль, входящего в состав Папуа — Новой Гвинеи. В декабре 2019 года в ходе проведенного референдума большинство жителей острова проголосовали за независимость.

## Географическое положение
Вулканический остров общей площадью 9317,8 км². Остров покрыт влажными тропическими лесами.
С юга и запада остров Бугенвиль омывается водами Соломонова моря, с севера и востока — водами Тихого океана.
С востока Бугенвиль отделён от принадлежащего государству Соломоновы Острова острова Шуазёль, также получившего название от французов, проливом Бугенвиль, а с севера от бугенвильского острова Бука проливом Бука.
На острове Бугенвиль находится несколько вулканов. Крупнейший из них — Багана (1855 м), активен.

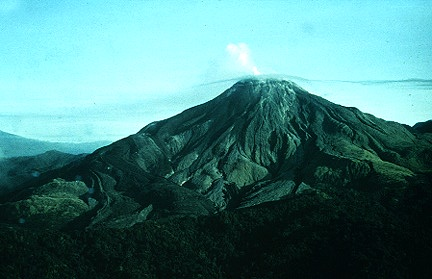
Вулкан Багана в 1964 г.

## История
Согласно выводам шведских учёных из университета Упсалы, представители народа и (Китай) и папуасы острова Бугенвиль являются ближайшими родственниками денисовского человека из всех современных народов Земли. Остров был открыт первой французской кругосветной экспедицией и назван в честь руководителя этой экспедиции — Луи Антуана де Бугенвиля.
С 1882 года острова входили в состав Германской Новой Гвинеи.
Во время Второй мировой войны с 1943 года по 1945 год остров был местом ожесточенных боев американцев и их союзников с японцами.
В 1972 году в связи с увеличением количества крыс губернатор острова обратился к правительству Австралии прислать на Бугенвиль домашних котов.

## Современное состояние
Население острова составляет 249 358 жителей (2011). В языке коренного населения острова Бугенвиль, ротокас, самый короткий алфавит — 12 букв (передают 11 звуков).
На острове находится одно из крупнейших в мире месторождений меди; ведётся добыча золота. Помимо разработок медных рудников, остров Бугенвиль экспортирует копру, кокосы и ваниль.

## Политика

Сепаратистский флаг острова Бугенвиль

На острове сильны сепаратистские движения. Географически и экологически Бугенвиль и соседние мелкие острова относятся к Соломоновым островам и считаются северной их частью, однако в 1970-х гг. Бугенвиль оказался в составе Папуа — Новой Гвинеи. Независимость Бугенвиля под названием Республика Северных Соломоновых островов безуспешно провозглашалась дважды: в 1975 году и в 1990 году. В результате столкновений с правительственной армией с 1988 по 1998 гг. погибло более 15 тысяч человек.
Переговоры завершились в 2001 году тем, что остров добился автономии как Автономный регион Бугенвиль.
При этом вновь созданное правительство региона получило широкие полномочия в рамках автономии — принятие собственной конституции, эмиссии денег, создание сил охраны правопорядка.
Референдум о полной независимости острова, который был предусмотрен мирным соглашением 2001 года, несколько раз отодвигался и в итоге прошел с 23 ноября по 7 декабря 2019 года. За независимость проголосовало 97,7 % жителей. Правительство Новой Гвинеи согласилось предоставить острову полную независимость, по планам это произойдёт с 2027 года.

## Бугенвиль в литературе и кино
События Бугенвильского кризиса становятся основой сюжета романа новозеландского писателя Ллойда Джонса «Мистер Пип». Книга рассказывает историю о том, как последний белый человек на острове — мистер Уоттс открывает единственную школу на острове. Уоттс начинает читать своим ученикам роман Чарльза Диккенса «Большие надежды». Вскоре события втягивают учителей и местных жителей в происходящее столкновение местных армий.
По мотивам книги снят одноимённый драматический фильм 2012 года c Хью Лори в главной роли.